# Escobecques
Escobecques é uma comuna francesa na região administrativa de Altos da França, no departamento do Norte. Estende-se por uma área de 1.85 km². Em 2010 a comuna tinha 307 habitantes (densidade: 165,9 hab./km²).